# Digiryzm Mutation
『Digiryzm Mutation』（デジリズム ミューテーション）は、1998年5月21日にリリースされたIcemanの2ndアルバム。発売元はエピックレコードジャパン。

## 概要
累計売上は4.3万枚を記録。
初回限定版はオレンジのカラースリーブケース入り。
2013年9月11日、ソニー・ミュージックダイレクトよりBlu-spec CD仕様で再発された。

## 音楽性
アルバムタイトルは、「突然変異するデジタルリズム主義」「テクノロジーを使って作り上げた、3人のメッセージ」「黒田のボーカルは生だけど、その他の素材は加工している」「ギターはアンプは1回も使っていなくて、内蔵ハードディスクドライブに入れた後に編集して、実際のギターのフレットにはないものを入れた」のを「Digital」「Rhythm」「ism」の3つの単語からなる造語として「Digiryzm」と表現し、「メンバーの曲を浅倉がアレンジしたり、黒田がロサンゼルスという異なる環境で歌録りしたことで、新たに見えた景色」を「Mutation」と表現した。

## 録音
浅倉は「デジタルを駆使して、如何にヒューマニズムを表現できるかへの挑戦」を志し、レコーディングで一番拘ったのがA/Dコンバーターであり、様々な機種・特性を研究して、吟味した。浅倉の個人スタジオで録った楽器の音の素材は、必ず1回は光ケーブルにてアナログで録音された音を光の信号に変えて送受信してデジタル素材に変換されている。そのため、ボーカル以外は空気の中を通っている音は少ない。そのボーカルもすぐハードディスクに記録したので、せいぜい黒田の口からマイクの距離の間だけ空気が通っている。そこから、「リスナーが封を開けて、始めて聞いた時に真空パックが開けられる感じで凄く新鮮な音を届けることができる。だからこそ、一度は大きな音で聞いて欲しい」という狙いを込めた。
時々聴こえる女性コーラスを思わせる声は伊藤が担当している。伊藤は「自宅録音をしている時に、女性のコーラスが欲しくても自分でやるしかない。その頃の影響がある。また、高いパートを歌うと声の成分が変わるから」と語っている。
リードシングル3曲が収録されているが、いずれもアルバム用にアレンジされた「COMPRESSED MIX」として収録されており、シングルとはバージョンが異なる。

## 収録曲
| #   | タイトル                         | 作詞               | 作曲     | 編曲     | 時間 |
| --- | -------------------------------- | ------------------ | -------- | -------- | ---- |
| 1.  | 「L.a.r.v.a.e」                  |                    | 浅倉大介 | 浅倉大介 | 1:06 |
| 2.  | 「CYCLONE MUTANT」               | 伊藤賢一、麻倉真琴 | 浅倉大介 | 浅倉大介 | 4:26 |
| 3.  | 「8番目の罪〜COMPRESSED MIX」    | Iceman             | 浅倉大介 | 浅倉大介 | 3:56 |
| 4.  | 「BEAUTY SITE」                  | 伊藤賢一           | 伊藤賢一 | 浅倉大介 | 4:36 |
| 5.  | 「tearless〜あの頃の君を探して」 | 黒田倫弘           | 浅倉大介 | 浅倉大介 | 5:38 |
| 6.  | 「SweetJank,SweetGap」           | 黒田倫弘           | 浅倉大介 | 浅倉大介 | 4:25 |
| 7.  | 「Harmit and Milk」              | 伊藤賢一           | 伊藤賢一 | 浅倉大介 | 4:30 |
| 8.  | 「E.v.o.l.u.t.i.o.n」            |                    | 浅倉大介 | 浅倉大介 | 2:54 |
| 9.  | 「GALAXY GANG 〜COMPRESSED MIX」 | 伊藤賢一           | 浅倉大介 | 浅倉大介 | 3:50 |
| 10. | 「FINAL PRAYER〜COMPRESSED MIX」 | 井上秋緒           | 浅倉大介 | 浅倉大介 | 4:10 |
| 11. | 「BEAT MY LIFE」                 | 黒田倫弘、麻倉真琴 | 浅倉大介 | 浅倉大介 | 3:48 |
| 12. | 「Image of Tomorrow」            | 浅倉大介、麻倉真琴 | 浅倉大介 | 浅倉大介 | 4:27 |
| 13. | 「LOST COMPLEX〜COMPRESSED MIX」 | Iceman             | 浅倉大介 | 浅倉大介 | 4:45 |
| 14. | 「W.o.r.l.d λ」                  |                    | 浅倉大介 | 浅倉大介 | 1:03 |

## 楽曲解説
L.a.r.v.a.e
タイトルは直訳すると「幼虫」であり、そこから「何かが突然変異し、生まれてくる瞬間」を音として表現した。
CYCLONE MUTANT
浅倉は作った時から1曲目にしようとしていた。
浅倉は「作品の趣旨を要約している」「ぶっ飛んだ曲」と評している。
伊藤は「『GALAXY GANG』の出来に味をしめて、この曲が生まれた」と評している。
浅倉は曲を仕上げた時点で「ミュータントの世界観を描きたい」と思っていた。浅倉は「エナメルの様な光沢があって、“目で殺す”特殊能力を持つ、小さくて、知的なミュータント」「ミュータントにはどういう音で音楽が聞こえているのか」を意識していたが、伊藤は「背中に毛が生えてて、全長50メートル程で、怪力でビルをなぎ倒すモンスター」を意識していた。
8番目の罪〜COMPRESSED MIX
シングル盤から素材は変えていないが、ボーカルの処理の仕方を変えただけで、音色が全く違う立ち方となっている。
沢山入っているリズムの中から、どれを主軸にするかはエンジニアのフィルに一任している。
BEAUTY SITE
作曲上のテーマは「今のIcemanがスカをやるとこうなる」「スカ＋ジャングル＋ロック」を表現した。
「Mr. D」に引き続き、伊藤が作詞・作曲・ボーカルを担当している。
浅倉は「アルバムで一番アレンジに手こずった曲」と振り返っている。
伊藤は歌詞に対して「今の音楽シーンへの皮肉を込めた問いかけ」をテーマにした。
tearless〜あの頃の君を探して
黒田はサビを浅倉に歌わせるつもりで作詞した。黒田は「最初から全て自分で歌うのなら、絶対出てこなかった言葉が出てきた」と振り返っている。
SweetJank,SweetGap
浅倉は「相対性理論の時空の歪み」をイメージして、音色も全て歪ませる様にして、歌詞を書く際にも黒田に「こういう感じでやるからね」と目の前で声を聴かせて、黒田はそこからイメージを沸き上げて作詞した。
黒田は「今までに書いてきた詞とは違う、アンダーワールドな世界観を出したかった」と振り返っている。
何回もリピートするパートにドライブ感を持たせるために、ハードディスクドライブに入れた黒田のボーカルの素材をマーシャルで鳴らして、それをA/Dコンバーターで再びデジタル電気信号に変換して使用した。
浅倉は「普通じゃ歌えない曲。ブレスもないし、ボーカルも『これでもか』と言う位に失礼なレベルで加工している。Icemanだからできた」と振り返っている。
Harmit and Milk
伊藤が作詞・作曲、浅倉がアレンジして、黒田がボーカルを担当した。
伊藤は「単に曲の第一印象が牛乳だったんです」「スイートな話を作り上げたのですが、リスナーがそう感じてくれるかどうかは疑問です」「異様な空気感を出したくて、わざと普通じゃないメロディの流れにしました。ハッキリ言って、難しくて自分では歌えません。おかげで、黒田君に文句を言われました」と評している。
黒田は元々低い声を更に意識して低めに歌い、それを4つ重ねている。
E.v.o.l.u.t.i.o.n
インストゥルメンタルの楽曲。
リズムとパイプオルガンの音色をメインに、浅倉は「突然変異したものが、すごい勢いで増殖していく様な情景」を想像しながら作った。
ロサンゼルスに行く直前に徹夜で作り上げた。
FINAL PRAYER〜COMPRESSED MIX
シングル盤より、リズムを更に前面に押し出した。浅倉は「ハマり方が様変わりした」と振り返っている。
BEAT MY LIFE
黒田の「ライブでみんなと盛り上がる感じのテンションを出したい」という意向から、歌録りにハンドマイクが使用された。
コーラスは3人が直接担当している。一部では子音だけを加え、スピード感と厚みを増した。
浅倉はベースラインにいつもより拘りを見せた。
Image of Tomorrow
浅倉は「作っている途中で、心の中で鳥肌が立った。黒田も歌入れにいつもより長い時間を費やした」と振り返っている。
黒田は「歌ってて、始めて涙が出てきた」、浅倉は「久しぶりに作ってて気持ちよかった曲」と会心の出来に喜んだ。
伊藤は「この曲が欲してるのは、僕のギターじゃない」と思い、葛城哲哉に演奏を頼んだ。
アルバムの曲の中で、最後に歌入れが行われた。
LOST COMPLEX〜COMPRESSED MIX
浅倉は本作の伊藤のギターの演奏を編集して、生演奏では再現できないフレーズを新たに作り出した。
W.o.r.l.d λ
「λ」は「無の集合体」「平和」を意味している。
浅倉は「全ては無に帰す。ただし『終息』と言うより、新たな突然変異直前の『ブラックアウト』」「CDではリピートでも聞けるので、最後に次の素敵な世界の幕開けが入っていたら」をテーマにしている。
アルバムの世界の最後のまとめとして、ピッチダウンして、カットアウトする形で終わらせた。

## 参加ミュージシャン・スタッフ
- プログラミング&キーボード：浅倉大介
- ギター：葛城哲哉（#12）
- コーラス：白須衛治（#3.10）
- レコーディング・エンジニア：中村悦弘、香椎茂樹、TAKASHI IKITO、MOTONORI SASAKI
- ミキシング・エンジニア：フィル・カッフェル
- マスタリング・エンジニア：ブライアン・ガードナー
- プロデューサー：浅倉大介
- A&R：井上哲生、MASAMI YAMAMOTO、TAKAHIRO NARUSHIMA
- エグゼクティブ・プロデューサー：青木高貴、小坂洋二